# 2009年日本の補欠選挙
2009年日本の補欠選挙（2009ねんにほんのほけつせんきょ）では、日本の立法府である衆議院と参議院の議員を補充するため2009年（平成21年）に行われた補欠選挙の結果について取り上げる。

## 概要
補欠選挙は、議員が辞職、あるいは死亡したこと等で、欠員が生じた場合にその欠員を補充するために行われる選挙である。2000年（平成12年）の公職選挙法改正によって、衆議院と参議院の補欠選挙は4月と10月の年2回にまとめて実施されている。

## 4月24日投票の補欠選挙
公職選挙法第三十三条の二2項に掲げる第1期間（9月16日～翌年3月16日）中に、衆議院議員及び参議院議員の欠員が生じなかったため、補欠選挙は実施されなかった。
2009年1月、平成生まれの人が初めて選挙権（当時は20歳以上）を得たが、補欠選挙がなかったため、国政選挙での選挙権行使は同年の第45回衆議院議員総選挙からになった。

## 10月25日投票の補欠選挙

### 概要
- 告示日：2009年10月8日
- 投票日：2009年10月25日
- 選挙区
  - 参議院：2選挙区（神奈川県・静岡県）

### 選挙区と選挙事由
- 参議院神奈川県選挙区
- 選挙事由：浅尾慶一郎参議院議員（民主党→みんなの党）が、第45回衆議院議員総選挙に立候補したことにより、公職選挙法の規定で議員を退職（自動失職）したことによる[注釈 1]。
- 立候補者：4名

| 候補者名 | 性別 | 年齢 | 党派               | 新旧 | 備考                              |
| -------- | ---- | ---- | ------------------ | ---- | --------------------------------- |
| 角田宏子 | 女性 | 42   | 自由民主党         | 新人 | - 元横浜市議会議員 - 政党役員     |
| 岡田政彦 | 男性 | 43   | 日本共産党         | 新人 | - 党県常任委員                    |
| 金子洋一 | 男性 | 47   | 民主党             | 新人 | - 元内閣課長補佐 - 民間団体理事長 |
| 加藤文康 | 男性 | 47   | 諸派（幸福実現党） | 新人 | - 党役員                          |
- 参議院静岡県選挙区
- 選挙事由：坂本由紀子参議院議員（自由民主党）が静岡県知事選挙（2009年7月5日投開票）への立候補準備のため、議員辞職したことによる。
- 候補者：4名

| 候補者名 | 性別 | 年齢 | 党派               | 新旧 | 備考                                  |
| -------- | ---- | ---- | ------------------ | ---- | ------------------------------------- |
| 平賀高成 | 男性 | 55   | 日本共産党         | 新人 | - 元衆議院議員（1期） - 政党役員      |
| 土田博和 | 男性 | 59   | 民主党             | 新人 | - 医師 - 病院理事長                   |
| 岩井茂樹 | 男性 | 41   | 自由民主党         | 新人 | - 参議院秘書 - 富士常葉大学非常勤講師 |
| 矢内筆勝 | 男性 | 48   | 諸派（幸福実現党） | 新人 | 党特別顧問                            |

## 選挙結果
- 当日有権者数
  - 神奈川県選挙区：3,650,371名
  - 静岡県選挙区：1,507,634名
- 投票率
  - 神奈川県選挙区：30.10%（投票者数1,098,839名）
  - 静岡県選挙区：36.98%（投票者数557,662名）
- 当選者
  - 神奈川県選挙区：金子洋一（民主党）
  - 静岡県選挙区：土田博和（民主党）

| 当落 | 得票数    | 得票率 | 候補者   | 党派               |
| ---- | --------- | ------ | -------- | ------------------ |
| 当選 | 1,010,175 |        | 金子洋一 | 民主党             |
|      | 792,634   |        | 角田宏子 | 自由民主党         |
|      | 230,143   |        | 岡田政彦 | 日本共産党         |
|      | 24,793    |        | 加藤文康 | 諸派（幸福実現党） |
|      | 2,057,745 |        |          |                    |
| 当落 | 得票数    | 得票率 | 候補者   | 党派               |
| ---- | --------- | ------ | -------- | ------------------ |
| 当選 | 567,374   |        | 土田博和 | 民主党             |
|      | 404,763   |        | 岩井茂樹 | 自由民主党         |
|      | 97,631    |        | 平賀高成 | 日本共産党         |
|      | 12,106    |        | 矢内筆勝 | 諸派（幸福実現党） |
|      | 1,081,874 |        |          |                    |